# Jesse Mashburn
Jesse William „John” Mashburn (ur. 14 lutego 1933 w Seminole w stanie Oklahoma) – amerykański lekkoatleta sprinter, mistrz olimpijski z 1956 i rekordzista świata.
Specjalizował się w biegu na 400 metrów. Zajął 4. miejsce w amerykańskich eliminacjach przedolimpijskich w 1952, ale nie wystąpił na igrzyskach olimpijskich w Helsinkach, ponieważ do sztafety 4 × 400 metrów został wstawiony płotkarz Charles Moore (sztafeta USA zdobyła srebrny medal).
9 sierpnia 1952 w Londynie Amerykanie biegnąc w składzie: Gene Cole, Mashburn, Reggie Pearman i Mal Whitfield ustanowili rekord świata w sztafecie 4 × 440 jardów – 3:08,8.
Zwyciężył w sztafecie 4 × 400 metrów na igrzyskach panamerykańskich w 1955 w Meksyku. Sztafeta biegła w składzie: Mashburn, Lon Spurrier, Jim Lea i Louis Jones. Na tych samych igrzyskach Mashburn zdobył brązowy medal w biegu na 400 metrów.
Podczas igrzysk olimpijskich w 1956 w Melbourne zdobył złoty medal w sztafecie 4 × 400 m, która biegła w składzie: Jones, Mashburn, Charlie Jenkins i Tom Courtney.
Mashburn był mistrzem Stanów Zjednoczonych (AAU) na 440 jardów w 1953 oraz  mistrzem USA (NCAA) na 400 metrów w 1955 i na 440 jardów w 1956.